# خون‌دماغ
خون‌دماغ یا خونریزی بینی که با نام اپیستاکسی نیز شناخته می‌شود، به خونریزی از بینی گفته می‌شود. خون ممکن است به داخل معده سرازیر شده و باعث تهوع و استفراغ شود. در موارد شدیدتر، خون ممکن است از هر دو سوراخ بینی خارج شود. به ندرت، خونریزی ممکن است آنقدر شدید باشد که منجر به فشار خون پایین شود. همچنین ممکن است خون به سمت بالا و از طریق مجرای بینی-اشکی به بیرون از چشم جریان یابد و باعث اشک‌های خونی شود.

## علت و تشخیص
عوامل خطر شامل ضربه، از جمله دست کردن در بینی، رقیق‌کننده‌های خون، فشار خون بالا، الکلیسم، آلرژی فصلی، آب و هوای خشک و کورتیکواستروئیدهای استنشاقی هستند. دو نوع خون‌دماغ وجود دارد: قدامی که شایع‌تر است؛ و خلفی که کمتر شایع اما جدی‌تر است. خونریزی‌های قدامی معمولاً از شبکه کیسلباخ و خونریزی‌های خلفی معمولاً از سرخرگ اسفنوپالاتین یا شبکه وودروف منشأ می‌گیرند. تشخیص با مشاهده مستقیم صورت می‌گیرد.

## پیشگیری و درمان
برای پیشگیری از خون‌دماغ می‌توان از ژل پترولیوم در بینی استفاده کرد. در ابتدا، درمان معمولاً با فشار دادن به مدت حداقل پنج دقیقه روی نیمه پایینی بینی انجام می‌شود. اگر این کار کافی نباشد، ممکن است از تامپون بینی استفاده شود. ترانکزامیک اسید نیز می‌تواند کمک‌کننده باشد. اگر خونریزی‌ها ادامه یابند، آندوسکوپی توصیه می‌شود.

### همه‌گیرشناسی
تقریباً ۶۰٪ از افراد در طول زندگی خود حداقل یک بار خون‌دماغ را تجربه می‌کنند. حدود ۱۰٪ از خون‌دماغ‌ها جدی هستند. خون‌دماغ به ندرت کشنده است؛ به‌طوری که در سال ۱۹۹۹ در ایالات متحده، تنها ۴ مورد از ۲٫۴ میلیون مرگ و میر مربوط به خون‌دماغ بود. خون‌دماغ بیشتر در افراد زیر ۱۰ سال و بالای ۵۰ سال شایع است.

## علت

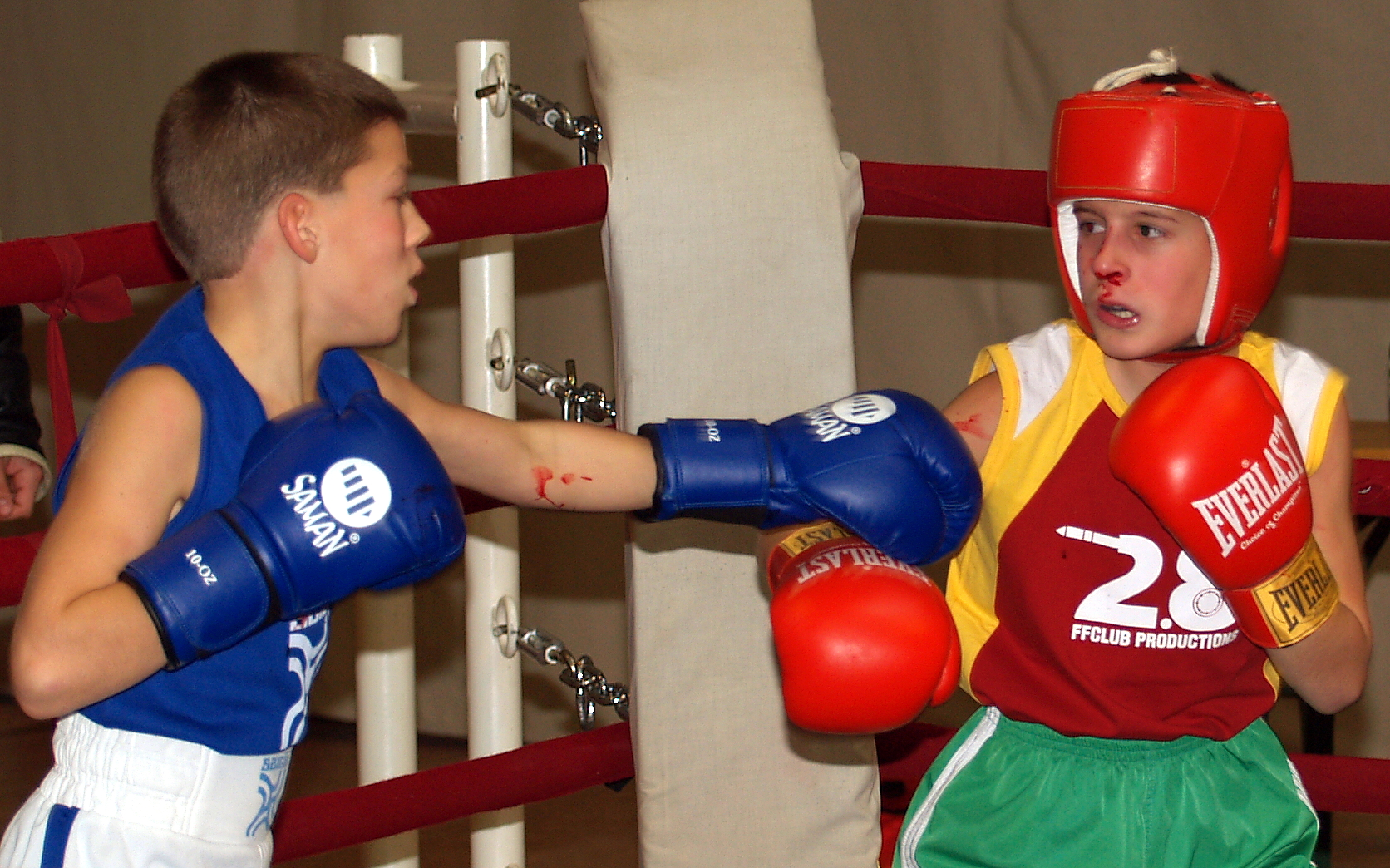
دو کودک در حال بوکس، کودک سمت راست به دلیل مشت به صورتش دچار خون‌دماغ شده است، در وچش، مجارستان در نوامبر ۲۰۰۶

خون‌دماغ می‌تواند به دلایل مختلفی رخ دهد. برخی از شایع‌ترین علل شامل آسیب ناشی از انگشت کردن در بینی، ترومای نافذ (مانند تصادف رانندگی)، یا وارد کردن جسم خارجی (که در کودکان محتمل‌تر است) هستند. رطوبت نسبی پایین (مانند داخل ساختمان‌های دارای سامانه گرمایش مرکزی)، عفونت‌های دستگاه تنفسی، سینوزیت مزمن، رینیت یا محرک‌های محیطی نیز می‌توانند باعث التهاب و نازک شدن بافت‌های داخل بینی شوند و در نتیجه احتمال خونریزی از بینی را افزایش دهند.
اکثر موارد خونریزی بینی خود به خود متوقف می‌شوند و نیازی به مراقبت پزشکی ندارند. با این حال، اگر خونریزی‌های بینی مکرر باشند یا به درمان‌های خانگی پاسخ ندهند، ممکن است نیاز به بررسی علت زمینه‌ای باشد. برخی از علل نادرتر عبارتند از:
اختلالات انعقادی
- ترومبوسیتوپنی (پورپورای ترومبوتیک ترومبوسیتوپنیک، پورپورای ایمنی با کاهش پلاکت‌ها)
- بیماری فون‌ویلبراند
- هموفیلی
- سرطان خون
- اچ‌آی‌وی
- بیماری مزمن کبدی—سیروز کبدی باعث کمبود فاکتورهای II، VII، IX و X می‌شود

رژیم غذایی
- گوگرد دی‌اکسید ئی۲۲۰ (به عنوان یک نگهدارنده غذایی که به خصوص در شراب‌ها و میوه‌های خشک استفاده می‌شود)
- سولفیت به عنوان نگهدارنده‌های غذایی
- سالیسیلات‌ها که به‌طور طبیعی در برخی میوه‌ها و سبزیجات وجود دارند

التهابی
- گرانولوماتوز با پلی‌آنژیت
- لوپوس اریتماتوز سیستمیک

داروها/مواد مخدر
- ضدانعقاد (وارفارین، هپارین، آسپرین و غیره)
- داروهای استشناقی (به ویژه کوکائین)
- افشانه‌های بینی (به خصوص استفاده طولانی مدت یا نادرست از استروئیدهای بینی)

نئوپلاستیک
- کارسینوم سلول سنگفرشی
- کارسینوم آدنوئید کیستیک
- ملانوم
- کارسینوم نازوفارنکس
- آنژیوفیبروم نازوفارنکس
- خون‌دماغ می‌تواند نشانه‌ای از سرطان در ناحیه سینوس‌ها، که نادر است، یا تومورهایی باشد که از قاعده مغز منشأ می‌گیرند، مانند مننژیوم. به دلیل موقعیت حساس این تومورها، خون‌دماغ ناشی از آن‌ها معمولاً با علائم دیگری مانند مشکلات شنوایی یا بینایی همراه است.[۲۵]

تروماتیک
- ناهنجاری‌های آناتومیکی (مانند خارهای تیغه بینی)
- ترومای غیرنافذ (معمولاً یک ضربه شدید به صورت مثل مشت، که گاهی با شکستگی بینی همراه است)
- جسم خارجی (انگشت کردن در بینی)
- باروترومای گوش میانی (مانند آنهایی که در اثر فرود هواپیما یا صعود در غواصی اسکوبا ایجاد می‌شوند)
- شکستگی استخوان بینی
- شکستگی/سوراخ شدن تیغه بینی
- تومورهای داخلی بینی (مانند کارسینوم نازوفارنکس یا آنژیوفیبروم نازوفارنکس)
- اکسیژن کانولای بینی (که باعث خشک شدن مخاط بویایی می‌شود)
- جراحی (مانند سپتوپلاستی و جراحی آندوسکوپی عملکردی سینوس‌ها)
- عفونت زالو[۲۶]
- خونریزی بینی ممکن است به دلیل شکستگی استخوان‌های صورت، یعنی فک بالا و استخوان گونه نیز باشد.

عروقی
- تلانژکتازی خونریزی‌دهنده ارثی (بیماری اسلر وبر راندو)
- آنژیوم
- آنوریسم سرخرگ کاروتید

## پاتوفیزیولوژی

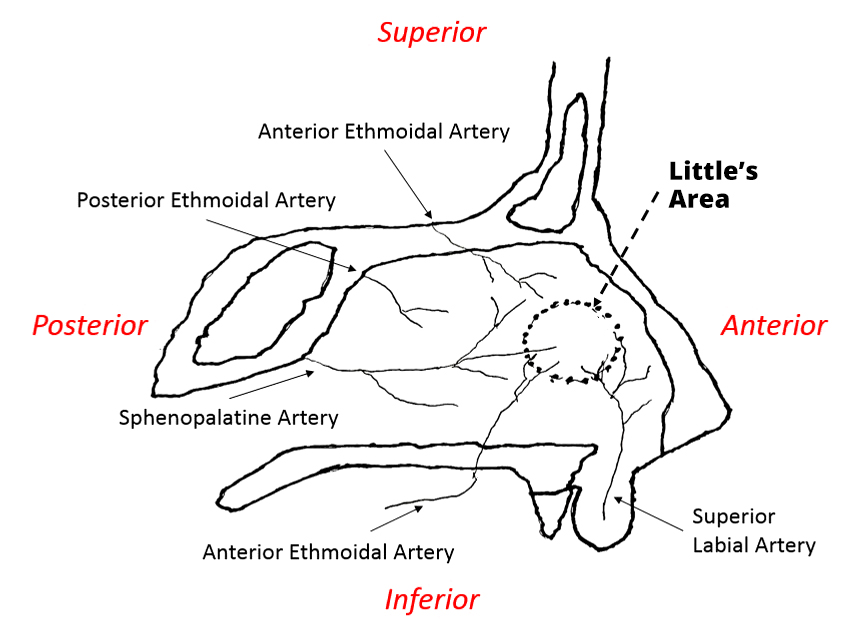
سرخرگ‌هایی که شبکه کیسلباخ (مسئول خون‌دماغ قدامی) را تأمین می‌کنند

مخاط بینی دارای عروق خونی فراوانی است که به راحتی پاره شده و باعث خونریزی می‌شوند. این پارگی ممکن است خودبه‌خودی باشد یا در اثر ضربه ایجاد شود. خون‌دماغ در حدود ۶۰٪ از جمعیت گزارش شده است، با بیشترین شیوع در افراد زیر ده سال و بالای ۵۰ سال، و به نظر می‌رسد در مردان بیشتر از زنان رخ می‌دهد. افزایش فشار خون (مثلاً به دلیل پرفشاری خون عمومی) تمایل دارد مدت زمان اپیستاکسی خودبه‌خودی را افزایش دهد. داروهای ضدانعقاد و اختلالات انعقاد خون می‌توانند خونریزی را تشدید و طولانی‌تر کنند. اپیستاکسی خودبه‌خودی در سالمندان شایع‌تر است، زیرا مخاط بینی آن‌ها خشک و نازک می‌شود و فشار خون نیز معمولاً بالاتر است. سالمندان همچنین بیشتر در معرض خونریزی‌های طولانی‌مدت بینی هستند، زیرا رگ‌های خونی آن‌ها قابلیت انقباض کمتری دارند و نمی‌توانند خونریزی را به خوبی کنترل کنند.
اکثریت قریب به اتفاق خونریزی‌های بینی در قسمت قدامی (جلویی) بینی، از تیغه بینی رخ می‌دهند. این ناحیه به شدت دارای عروق خونی است (شبکه کیسلباخ) و به آن ناحیه لیتل نیز گفته می‌شود. خونریزی‌هایی که از قسمت‌های عقب‌تر بینی سرچشمه می‌گیرند، به عنوان خونریزی خلفی شناخته می‌شوند و معمولاً به دلیل خونریزی از شبکه وودروف، یک شبکه سیاهرگی واقع در قسمت خلفی سوراخ پایینی بینی، اتفاق می‌افتند. خونریزی‌های خلفی اغلب طولانی‌تر بوده و کنترل آن‌ها دشوار است. این نوع خونریزی می‌تواند با خونریزی از هر دو سوراخ بینی و جریان بیشتر خون به داخل دهان همراه باشد.
 گاهی اوقات، خون از منابع دیگر خونریزی از طریق حفره بینی عبور کرده و از سوراخ‌های بینی خارج می‌شود. این خون اگرچه از بینی خارج می‌شود، اما یک خون‌دماغ واقعی نیست، یعنی واقعاً از حفره بینی منشأ نمی‌گیرد. به این نوع خونریزی «شبه خون‌دماغ» گفته می‌شود. به عنوان مثال، خونی که از طریق راه هوایی سرفه شده و در حفره بینی جمع شده و سپس از آنجا خارج می‌شود.

## پیشگیری
افرادی که دچار خون‌دماغ‌های خفیف و بدون عارضه هستند، می‌توانند از روش‌های محافظه‌کارانه برای جلوگیری از خون‌دماغ‌های بعدی استفاده کنند. این روش‌ها شامل خوابیدن در محیط مرطوب یا استفاده از ژل پترولیوم در سوراخ‌های بینی است.
به افرادی که به‌طور منظم از خون‌دماغ رنج می‌برند، به ویژه کودکان، توصیه می‌شود که از افشانه‌های سالین بینی بدون نسخه استفاده کنند و از فین کردن شدید به عنوان اقدامات پیشگیرانه خودداری کنند.

## درمان

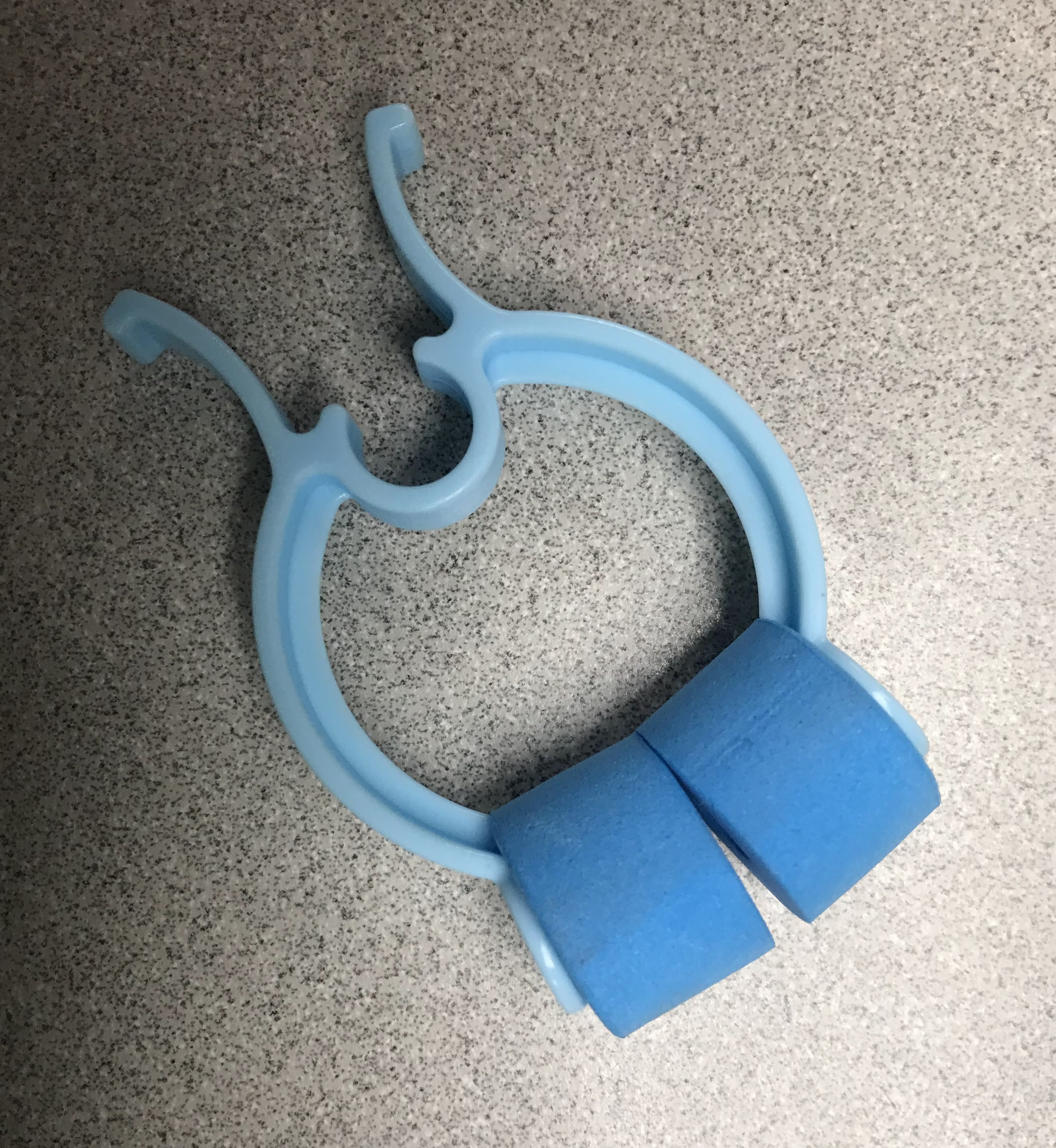
گیره‌ای که برای بند آوردن خون‌دماغ استفاده می‌شود

بیشتر خون‌دماغ‌های قدامی را می‌توان با اعمال فشار مستقیم متوقف کرد، که با کمک به تشکیل لخته‌های خون مؤثر است. افرادی که دچار خون‌دماغ می‌شوند، ابتدا باید هرگونه لخته خون را به آرامی خارج کرده و سپس به مدت حداقل پنج دقیقه و تا ۳۰ دقیقه، به قسمت نرم و جلویی بینی (با فشردن پره‌های بینی، نه قسمت استخوانی پل بینی) فشار وارد کنند. فشار باید محکم باشد و خم کردن سر به جلو به کاهش احتمال تهوع و انسداد راه هوایی به دلیل چکیدن خون به داخل آن کمک می‌کند. هنگام تلاش برای بند آوردن خون‌دماغ در خانه، سر نباید به عقب خم شود. قورت دادن خون بیش از حد می‌تواند معده را تحریک کرده و باعث استفراغ شود. داروهای منقبض‌کننده عروق مانند اوکسی متازولین (آفرین) یا فنیل‌افرین به‌طور گسترده بدون نسخه برای درمان التهاب مخاط بینی آلرژیک در دسترس هستند و همچنین می‌توانند برای کنترل موارد خوش‌خیم خون‌دماغ استفاده شوند. به عنوان مثال، چند افشانه اوکسی متازولین را می‌توان به سمت(های) خونریزی‌دهنده بینی زد و سپس فشار مستقیم را اعمال کرد. افرادی که خون‌دماغ آنها بیش از ۳۰ دقیقه طول می‌کشد (با وجود استفاده از فشار مستقیم و داروهای منقبض‌کننده عروق مانند اوکسی متازولین) باید به پزشک مراجعه کنند.

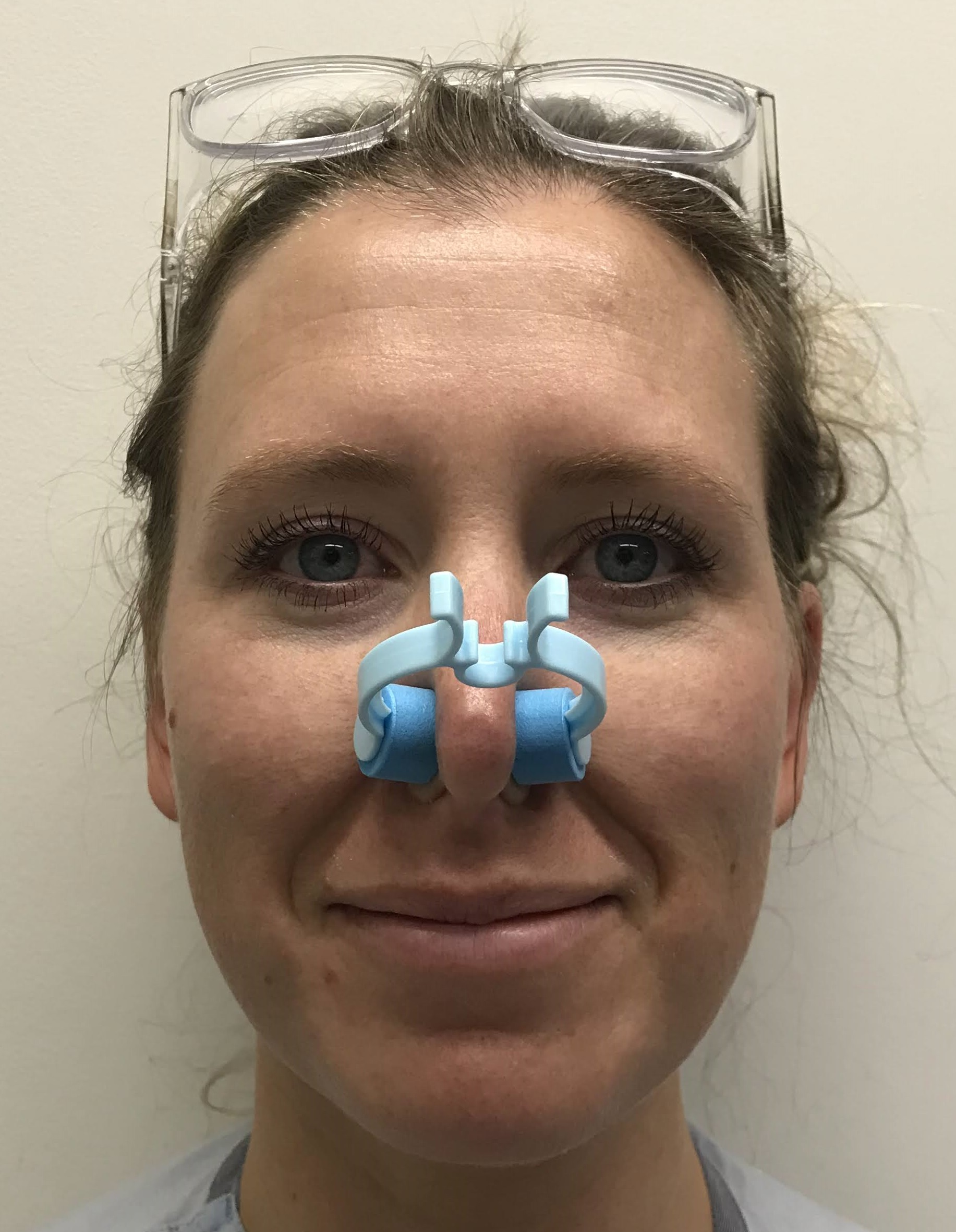
گیره‌ای که برای بند آوردن خون‌دماغ استفاده می‌شود

### سوزاندن شیمیایی
این روش شامل استفاده از یک ماده شیمیایی مانند نقره نیترات بر روی مخاط بینی است که باعث سوزاندن و مهر و موم کردن رگ خونی می‌شود. بافت بینی که ماده شیمیایی به آن اعمال می‌شود، در نهایت دچار نکروز خواهد شد. این شکل از درمان برای خونریزی‌های خفیف، به خصوص در کودکان، که به وضوح قابل مشاهده هستند، بهترین گزینه است. معمولاً پیش از سوزاندن، یک بی‌حس‌کننده موضعی (مانند لیدوکائین) اعمال می‌شود. نقره نیترات می‌تواند باعث سیاه شدن پوست به دلیل رسوب نقره سولفید شود، اگرچه این تیرگی به مرور زمان از بین می‌رود. پس از اعمال نقره نیترات، می‌توان از سالین برای خنثی کردن نقره نیترات اضافی از طریق تشکیل رسوب نقره کلرید استفاده کرد.

### تامپون بینی
اگر فشار مستقیم و سوزاندن شیمیایی نتوانند خونریزی را متوقف کنند، تامپون بینی روش اصلی درمان است. تامپون بینی معمولاً به دو دسته تامپون قدامی بینی و تامپون خلفی بینی تقسیم می‌شود. همچنین تامپون بینی را می‌توان به دو نوع قابل حل و غیرقابل حل دسته‌بندی کرد.
مواد تامپون بینی قابل حل با استفاده از عوامل ترومبوتیک که باعث تشکیل لخته خون می‌شوند، مانند سرجی‌سل و ژل‌فوم، خونریزی را متوقف می‌کنند. این فوم‌ها و ژل‌های ترومبوژنیک نیازی به خارج کردن ندارند و پس از چند روز حل می‌شوند. به‌طور معمول، نخست از تامپون بینی قابل حل استفاده می‌شود؛ اگر خونریزی ادامه یابد، تامپون بینی غیرقابل حل گزینه بعدی خواهد بود.
به‌طور سنتی، تامپون بینی با قرار دادن گاز در بینی انجام می‌شد که با اعمال فشار بر عروق خونی بینی، خونریزی را متوقف می‌کرد. با این حال، تامپون سنتی با گاز جایگزین محصولات تامپون بینی غیرقابل حل دیگری مانند مروسل و رپید راینو شده است. تامپون بینی مروسل مشابه تامپون گاز است، با این تفاوت که یک پلیمر فوم مصنوعی (ساخته شده از پلی‌وینیل الکل) است که پس از افزودن آب در بینی منبسط می‌شود و محیط نامناسب‌تری برای باکتری‌ها فراهم می‌کند. رپید راینو خون‌دماغ را با استفاده از یک کاتتر بالونی از جنس کربوکسی متیل سلولز متوقف می‌کند. این کاتتر دارای یک کاف است که با هوا پر می‌شود تا با اعمال فشار اضافی در حفره بینی، خونریزی را متوقف کند. بررسی‌های سیستماتیک نشان داده‌اند که رپید راینو و مروسل اثربخشی مشابهی در توقف خون‌دماغ دارند؛ با این حال، رپید راینو سهولت بیشتری در قرار دادن و کاهش ناراحتی نشان داده است. تامپون خلفی بینی را می‌توان با استفاده از کاتتر فولی انجام داد. در این روش، پس از قرار دادن کاتتر در انتهای حلق، بالون آن پر از هوا می‌شود و با اعمال کشش به سمت جلو، بالون متورم کوآناها را مسدود می‌کند. بیمارانی که تامپون بینی غیرقابل حل دریافت می‌کنند، باید ظرف ۲۴–۷۲ ساعت برای خارج کردن تامپون به پزشک مراجعه کنند. عوارض تامپون بینی غیرقابل حل شامل دمل، هماتوم سپتوم، سینوزیت و نکروز فشاری است. در موارد نادر، سندرم شوک سمی نیز می‌تواند با تامپون طولانی‌مدت بینی رخ دهد. به همین دلیل، هر بیماری که تامپون بینی غیرقابل حل دارد، باید در طول مدتی که تامپون در بینی باقی می‌ماند، آنتی‌بیوتیک پیشگیرانه مصرف کند.

### جراحی
خونریزی ادامه‌دار با وجود تامپون بینی مناسب، یک اورژانس جراحی محسوب می‌شود. در این موارد، می‌توان با ارزیابی آندوسکوپی حفره بینی تحت بیهوشی عمومی، محل دقیق خونریزی را که به راحتی پیدا نمی‌شود، شناسایی کرد یا رگ‌های خونی تغذیه‌کننده بینی را مستقیماً بست. این رگ‌های خونی شامل سرخرگ‌های اسفنوپالاتین، اتموئید قدامی و خلفی هستند. در موارد نادرتر، ممکن است سرخرگ ماگزیلاری یا شاخه‌ای از سرخرگ کاروتید خارجی نیز بسته شود. خونریزی را می‌توان با آمبولیزاسیون داخل سرخرگ نیز متوقف کرد. در این روش، یک کاتتر از طریق کشاله ران وارد شده و تا سرخرگ خونریزی‌دهنده هدایت می‌شود. این کار توسط یک پرتوشناس مداخله‌ای انجام می‌گیرد. بین آمبولیزاسیون و لیگاسیون به عنوان گزینه‌های درمانی، تفاوتی در نتایج وجود ندارد، اما آمبولیزاسیون به‌طور قابل توجهی گران‌تر است. خونریزی مداوم ممکن است نشانه‌ای از شرایط زمینه‌ای جدی‌تر باشد.

### ترانکزامیک اسید
ترانکزامیک اسید به تولید لخته‌های خون کمک می‌کند. برای درمان خون‌دماغ، این دارو می‌تواند به صورت موضعی در محل خونریزی اعمال شود، خوراکی مصرف شود یا به داخل سیاهرگ تزریق شود.

### سایر
کاربرد سرمادرمانی موضعی روی سر و گردن بحث‌برانگیز است. برخی معتقدند که قرار دادن یخ روی بینی یا پیشانی مفید نیست، در حالی که برخی دیگر احساس می‌کنند که ممکن است باعث انقباض عروق خونی بینی شود و در نتیجه مفید باشد. در طب سنتی اندونزی، از برگ بتل برای متوقف کردن خون‌دماغ استفاده می‌شود، زیرا حاوی تانن است که باعث لخته شدن خون و در نتیجه توقف خونریزی فعال می‌شود.

## جامعه و فرهنگ
در زبان بصری مانگا و انیمه ژاپنی، خون‌دماغ اغلب نشانه‌ای از تحریک جنسی فرد است. در داستان‌های غربی، خون‌دماغ معمولاً به معنای تمرکز ذهنی شدید یا تلاش زیاد، به ویژه هنگام استفاده از قدرت‌های ذهنی است.
در زبان عامیانه آمریکا و کانادا، اصطلاحات «nosebleed section» (بخش خون‌دماغ) و «nosebleed seats» (صندلی‌های خون‌دماغ) به صندلی‌هایی در رویدادهای ورزشی یا سایر رویدادهای تماشایی اشاره دارد که بالاترین و دورترین فاصله را از محل رویداد دارند. این اصطلاح به تمایل به خونریزی بینی در ارتفاعات بالا، معمولاً به دلیل فشار بارومتریک پایین‌تر، اشاره دارد.
تاریخ شفاهی قبیله بومی آمریکایی سو شامل اشاره‌ای به زنانی است که در نتیجه نواختن موسیقی توسط یک عاشق، دچار خون‌دماغ می‌شوند، که به معنای تحریک جنسی است.
در زبان فنلاندی، عبارت‌های «خون از بینی خود کشیدن» و «التماس برای خون‌دماغ شدن» به معنای انتزاعی برای توصیف رفتارهای خودتخریبی به کار می‌روند؛ برای مثال، نادیده گرفتن پروتکل‌های ایمنی یا تحریک عمدی طرف‌های قوی‌تر.
در اصطلاحات عامیانه فیلیپینی، «خون‌دماغ شدن» به معنای دشوار بودن جدی مکالمه به زبان انگلیسی با یک فرد مسلط یا بومی انگلیسی‌زبان است. همچنین می‌تواند به اضطراب ناشی از یک رویداد استرس‌زا مانند امتحان یا مصاحبه کاری نیز اشاره داشته باشد.
در زبان هلندی، «تظاهر به خون‌دماغ شدن» به معنای تظاهر به ندانستن چیزی است.

### ریشه‌شناسی
واژه اپیستاکسی (epistaxis) از یونان باستان گرفته شده است: ἐπιστάζω epistazo، به معنای «خونریزی از بینی» که خود از دو بخش تشکیل شده است: ἐπί epi، به معنای «بالا، روی» و στάζω stazo، به معنای «چکیدن [از سوراخ‌های بینی]».